# Tanghin-Dassouri
Tanghin-Dassouri è un dipartimento del Burkina Faso classificato come comune, situato nella Provincia  di Kadiogo, facente parte della Regione del Centro.
Il dipartimento si compone del capoluogo e di altri 28 villaggi: Bagma, Bagraogo, Balolé, Bazoulé, Boulsin, Dazankiema, Dawanegomde, Dondoulma, Gnimdi, Goghin, Gueswende, Itaoua, Koudiéré, Lougsi, Nabakoutou, Nabitinga I, Nabitinga II, Ouansoua, Sahongo, Sane, Seguedin, Silmissin, Tama, Tinsouka, Weglega, Yalagre, Zanghindiesse e Zekounga.